# Bitwa pod Cassel (1677)
Bitwa pod Cassel (miasto Cassel, 30 km na południe od Dunkierki) – starcie zbrojne, które miało miejsce 11 kwietnia 1677 podczas wojny Francji z koalicją.
Bitwa zakończyła się zwycięstwem armii francuskiej dowodzonej przez Filipa Orleańskiego, przy asyście księcia Humièresa i marszałka Luxembourga, nad holenderską armią dowodzoną przez Wilhelma III Orańskiego.